# Videix
Videix (Vidais en occitan) est une commune française située dans le département de la Haute-Vienne, en région Nouvelle-Aquitaine.
Ses habitants sont appelés les Videixois et les Videixoises.
Elle est intégrée au parc naturel régional Périgord-Limousin.

## Géographie

### Localisation
Videix est une commune située à 40 km au sud-ouest de Limoges, à la limite entre la Haute-Vienne et la Charente. Elle est aussi située à 4 km au sud de Pressignac (en Charente), à 3 km à l'est de Verneuil  à 6 km au nord-est de Les Salles-Lavauguyon, à 4 km au nord de Chéronnac, à 6 km au nord-ouest de Vayres et à 7 km au sud-ouest de Rochechouart.
Le territoire de la commune est limitrophe de ceux de cinq communes, dont deux dans le département de la Charente :
|                       | Pressignac (Charente) |        |
| Verneuil (Charente)   | Videix                | Vayres |
| Les Salles-Lavauguyon | Chéronnac             |        |

### Climat
Pour des articles plus généraux, voir Climat de la Nouvelle-Aquitaine et Climat de la Haute-Vienne.
Historiquement, la commune est exposée à un climat océanique limousin.  
En 2020, Météo-France publie une typologie des climats de la France métropolitaine dans laquelle la commune est exposée à un climat océanique altéré et est dans la région climatique  Poitou-Charentes, caractérisée par un bon ensoleillement, particulièrement en été et des vents modérés.
Pour la période 1971-2000, la température annuelle moyenne est de 12 °C, avec une amplitude thermique annuelle de 14,5 °C. Le cumul annuel moyen de précipitations est de 997 mm, avec 12,8 jours de précipitations en janvier et 7,5 jours en juillet. Pour la période 1991-2020, la température moyenne annuelle observée sur la station météorologique la plus proche, située sur la commune de Rochechouart à 7,62 km à vol d'oiseau, est de 12,2 °C et le cumul annuel moyen de précipitations est de 963,9 mm,. Pour l'avenir, les paramètres climatiques de la commune estimés pour 2050 selon différents scénarios d'émission de gaz à effet de serre sont consultables sur un site dédié publié par Météo-France en novembre 2022.

### Milieux naturels et biodiversité

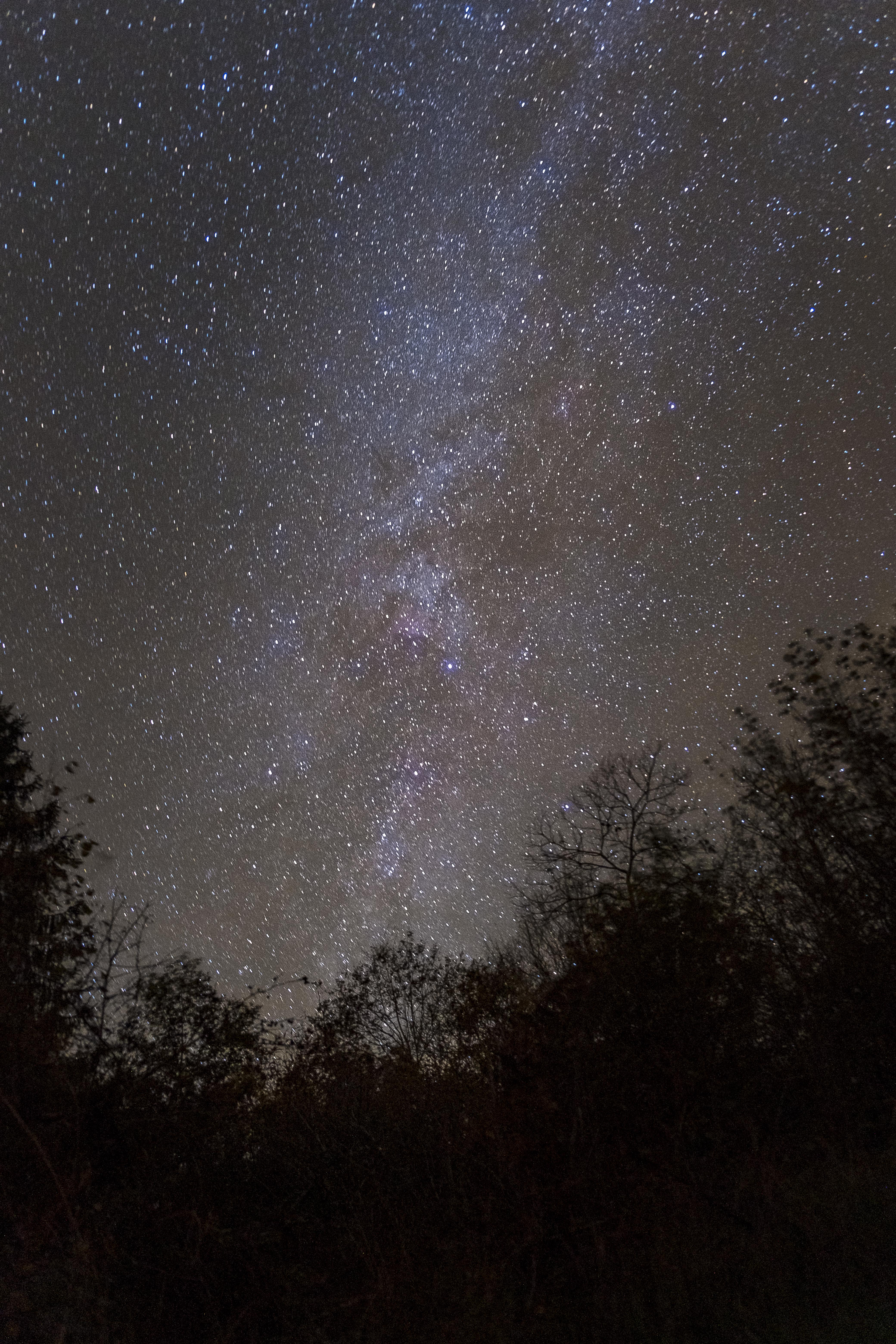
Voie lactée au lieu-dit de Moulin Paute, le 13 novembre 2020

La proximité de Videix avec le parc naturel régional Périgord Limousin favorise la qualité du ciel nocturne de certains hameaux et lieux-dits de la commune. Dans de bonnes conditions, il est possible de distinguer clairement, à l'oeil nu, la voie lactée ainsi que la plupart des astres visibles depuis l'hémisphère Nord.
Le territoire de la commune comprend la réserve naturelle nationale de l'astroblème de Rochechouart-Chassenon, un ensemble de douze sites repartis sur les communes, Chéronnac, Rochechouart et Videix en Haute-Vienne et en Charente Chassenon et Pressignac.

## Urbanisme

### Typologie
Au 1er janvier 2024, Videix est catégorisée commune rurale à habitat très dispersé, selon la nouvelle grille communale de densité à sept niveaux définie par l'Insee en 2022.
Elle est située hors unité urbaine et hors attraction des villes,.

### Occupation des sols
L'occupation des sols de la commune, telle qu'elle ressort de la base de données européenne d’occupation biophysique des sols Corine Land Cover (CLC), est marquée par l'importance des territoires agricoles (71,1 % en 2018), une proportion sensiblement équivalente à celle de 1990 (71,3 %). La répartition détaillée en 2018 est la suivante : 
zones agricoles hétérogènes (42,9 %), forêts (27,4 %), prairies (25,6 %), terres arables (2,6 %), eaux continentales (1,5 %). L'évolution de l’occupation des sols de la commune et de ses infrastructures peut être observée sur les différentes représentations cartographiques du territoire : la carte de Cassini (XVIIIe siècle), la carte d'état-major (1820-1866) et les cartes ou photos aériennes de l'IGN pour la période actuelle (1950 à aujourd'hui).

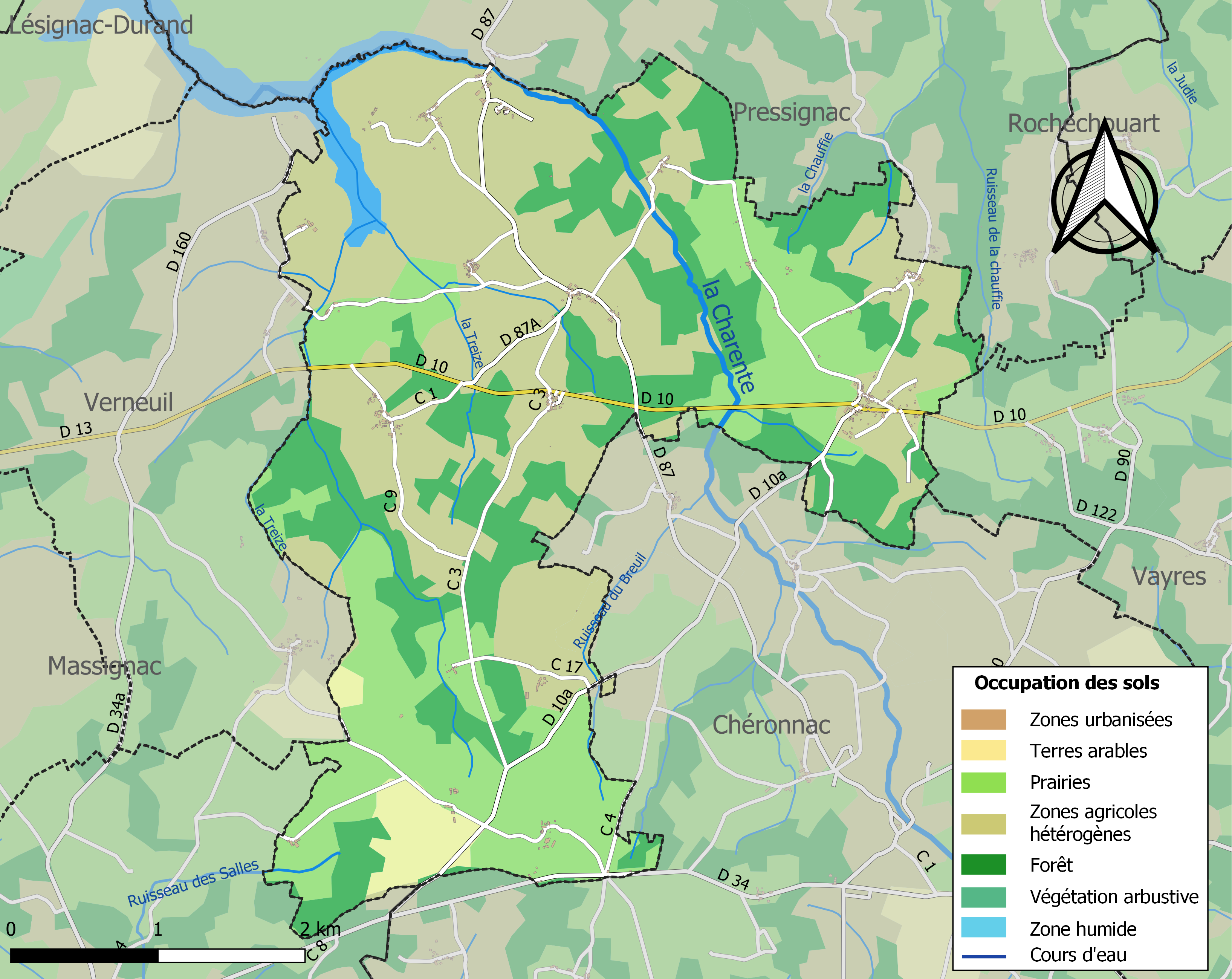
Carte des infrastructures et de l'occupation des sols de la commune en 2018 (CLC).

### Lieux-dits, hameaux et écarts
La commune de Videix est principalement composée de petits hameaux : la Bastide, la Besse, la Chassagne, la Veyrie, Lambertie, le Mas de la Vergne, le Mas, le Mas Mazet, le Loubaret, le Moulin Paute et Saint-Gervais (d), ancienne commune rattachée à Videix. Le bourg n'est pas plus important que l'un de ces hameaux.
La commune compte aussi plusieurs lieux-dits : le Château de l'Abeille, Chez Bureau, la Petite Forêt, l'Ardidie, le Repaire, les Champs, les Cosses, les Graules, les Lilas, les Prades, les Ribières, les Rivauds, Negraud, Monplaisir, le Mas Reynaud, le Puy de Chiraud, Mas Brun, etc..
Certains noms de hameaux ou lieux-dits sont issus d'anciennes personnalités de la commune, comme « la Besse » qui est issu du nom des trois maires Jean, Michel et Jaques Besse.

### Voies de communication et transports
La commune est traversée par plusieurs routes départementales, la D 10, la D 10A, la D 87, et la D 246.

### Risques naturels et technologiques
Le territoire de la commune de Videix est vulnérable à différents aléas naturels : météorologiques (tempête, orage, neige, grand froid, canicule ou sécheresse) et séisme (sismicité faible). Il est également exposé à un risque particulier : le risque de radon. Un site publié par le BRGM permet d'évaluer simplement et rapidement les risques d'un bien localisé soit par son adresse soit par le numéro de sa parcelle.

#### Risques naturels

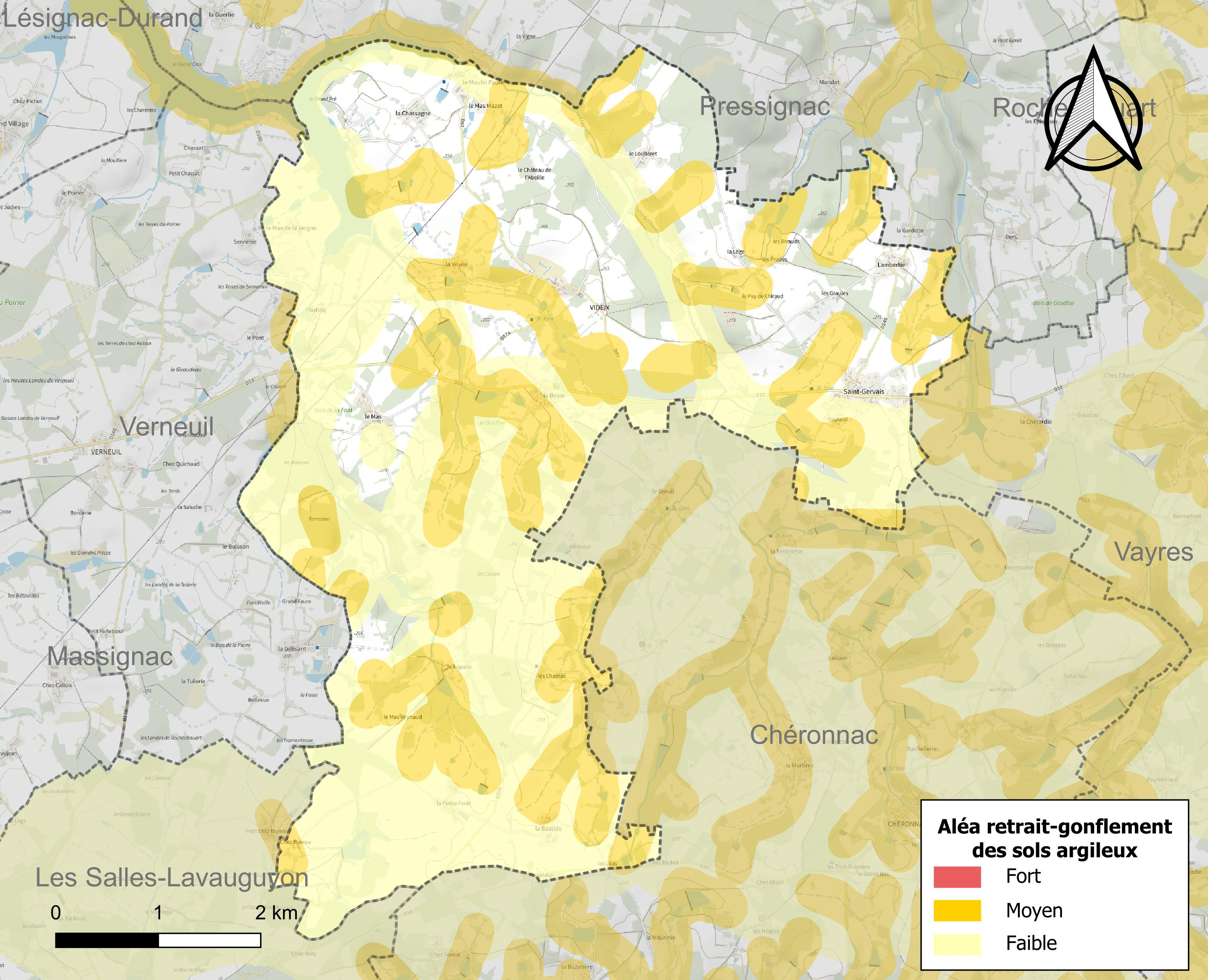
Carte des zones d'aléa retrait-gonflement des sols argileux de Videix.

Le retrait-gonflement des sols argileux est susceptible d'engendrer des dommages importants aux bâtiments en cas d’alternance de périodes de sécheresse et de pluie. 32,4 % de la superficie communale est en aléa moyen ou fort (27 % au niveau départemental et 48,5 % au niveau national métropolitain). Depuis le 1er octobre 2020, en application de la loi ÉLAN, différentes contraintes s'imposent aux vendeurs, maîtres d'ouvrages ou constructeurs de biens situés dans une zone classée en aléa moyen ou fort,.
La commune a été reconnue en état de catastrophe naturelle au titre des dommages causés par les inondations et coulées de boue survenues en 1982 et 1999 et par des mouvements de terrain en 1999.

#### Risque particulier
Dans plusieurs parties du territoire national, le radon, accumulé dans certains logements ou autres locaux, peut constituer une source significative d’exposition de la population aux rayonnements ionisants. Selon la classification de 2018, la commune de Videix est classée en zone 3, à savoir zone à potentiel radon significatif.

## Histoire
La ville se situe dans l'emprise d'un cratère météoritique, formé il y a environ 200 millions d'années, l'astroblème de Rochechouart-Chassenon.
Un itinéraire néolithique de long parcours conduisant de l'Atlantique à la Méditerranée traverse la commune d'Ouest en Est. Il longe le Camp de César (Pressignac) et gagne Montoume (Vayres) via Saint-Gervais. La voie romaine de Périgueux à Poitiers traversait elle aussi probablement la commune. Plusieurs châteaux ont été bâtis sur la commune. Celui du Moulin-Paute bordait la Charente. Celui du Repaire garde la grande route des Salles à Chéronnac. Videix et Saint-Gervais appartenaient à la vicomté et à la châtellenie de Rochechouart.

## Politique et administration

### Élections municipales et communautaires

#### Liste des maires
| Période                                  | Période  | Identité           | Étiquette | Qualité                                              |
| ---------------------------------------- | -------- | ------------------ | --------- | ---------------------------------------------------- |
| Les données manquantes sont à compléter. |          |                    |           |                                                      |
| 1841                                     | 1848     | Jaques Desthèves   |           |                                                      |
| 1848                                     | 1850     | Jean Besse         |           |                                                      |
| 1850                                     | 1854     | Michel Besse       |           |                                                      |
| 1854                                     | 1857     | Jaques Besse       |           |                                                      |
| 1857                                     | 1870     | Jean Léonard       |           |                                                      |
| 1870                                     | 1922     | Nicolas Guimbelot  |           |                                                      |
| 1922                                     | 1925     | Auguste Crouzit    |           |                                                      |
| 1925                                     | 1937     | Joseph Ringuet     |           |                                                      |
| 1937                                     | 1944     | Antoine Bordas     |           |                                                      |
| 1944                                     | 1945     | Daniel Sardin      |           |                                                      |
| 1945                                     | 1949     | Jean Crouzaud      |           |                                                      |
| 1949                                     | 1959     | Jean Deville       |           |                                                      |
| 1959                                     | 1977     | Pierre Boyer       |           |                                                      |
| 1977                                     | 1983     | Guy Chaleix        |           |                                                      |
| 1983                                     | 2008     | André Giry         | SE        | Trésorier principal du Trésor Public (à la retraite) |
| 2008                                     | 2020     | Philippe Chaleix   |           | Agriculteur                                          |
| 2020                                     | En Cours | Edouard Coquillaud |           | Sans profession                                      |

## Population et société

### Démographie
L'évolution du nombre d'habitants est connue à travers les recensements de la population effectués dans la commune depuis 1793. Pour les communes de moins de 10 000 habitants, une enquête de recensement portant sur toute la population est réalisée tous les cinq ans, les populations de référence des années intermédiaires étant quant à elles estimées par interpolation ou extrapolation. Pour la commune, le premier recensement exhaustif entrant dans le cadre du nouveau dispositif a été réalisé en 2005.

En 2022, la commune comptait 204 habitants, en évolution de −4,23 % par rapport à 2016 (Haute-Vienne : −0,68 %, France hors Mayotte : +2,11 %).
| 1793 | 1800 | 1806 | 1821 | 1831 | 1836 | 1841 | 1846 | 1851 |
| ---- | ---- | ---- | ---- | ---- | ---- | ---- | ---- | ---- |
| 516  | 537  | 460  | 544  | 866  | 874  | 874  | 900  | 860  |

| 1856 | 1861 | 1866 | 1872 | 1876 | 1881 | 1886 | 1891 | 1896 |
| ---- | ---- | ---- | ---- | ---- | ---- | ---- | ---- | ---- |
| 801  | 804  | 803  | 732  | 784  | 805  | 839  | 872  | 869  |

| 1901 | 1906 | 1911 | 1921 | 1926 | 1931 | 1936 | 1946 | 1954 |
| ---- | ---- | ---- | ---- | ---- | ---- | ---- | ---- | ---- |
| 818  | 829  | 785  | 683  | 607  | 597  | 537  | 532  | 502  |

| 1962 | 1968 | 1975 | 1982 | 1990 | 1999 | 2005 | 2006 | 2010 |
| ---- | ---- | ---- | ---- | ---- | ---- | ---- | ---- | ---- |
| 443  | 393  | 338  | 282  | 252  | 243  | 236  | 253  | 225  |

| 2015 | 2020 | 2022 | - | - | - | - | - | - |
| ---- | ---- | ---- | - | - | - | - | - | - |
| 212  | 203  | 204  | - | - | - | - | - | - |

### Sports et loisirs
En 1978, St Gervais-Videix voit la création de  la course cycliste "Le Bol d'Or des amateurs", qui rassemble, en 1985, jusqu'à 390 des meilleurs coureurs  amateurs français. Cette course sera déplacée à Rochechouart de 1987 à 2001, année de la dernière édition.

## Culture locale et patrimoine

### Lieux et monuments

#### Patrimoine Religieux
- L'église paroissiale Sainte-Marie-Madeleine, datant du XIIIe siècle située dans le bourg de Videix. L'édifice a été inscrit au titre des monuments historique en 1991[26].
- L’église Saint-Gervais de Videix. Le lieu dit Saint Gervais (ancienne commune rattachée à Videix en 1829) possède aussi une église (fermée au culte et au public depuis le 29 avril 2019, pour cause de chute de plâtre et de pierres)[27].

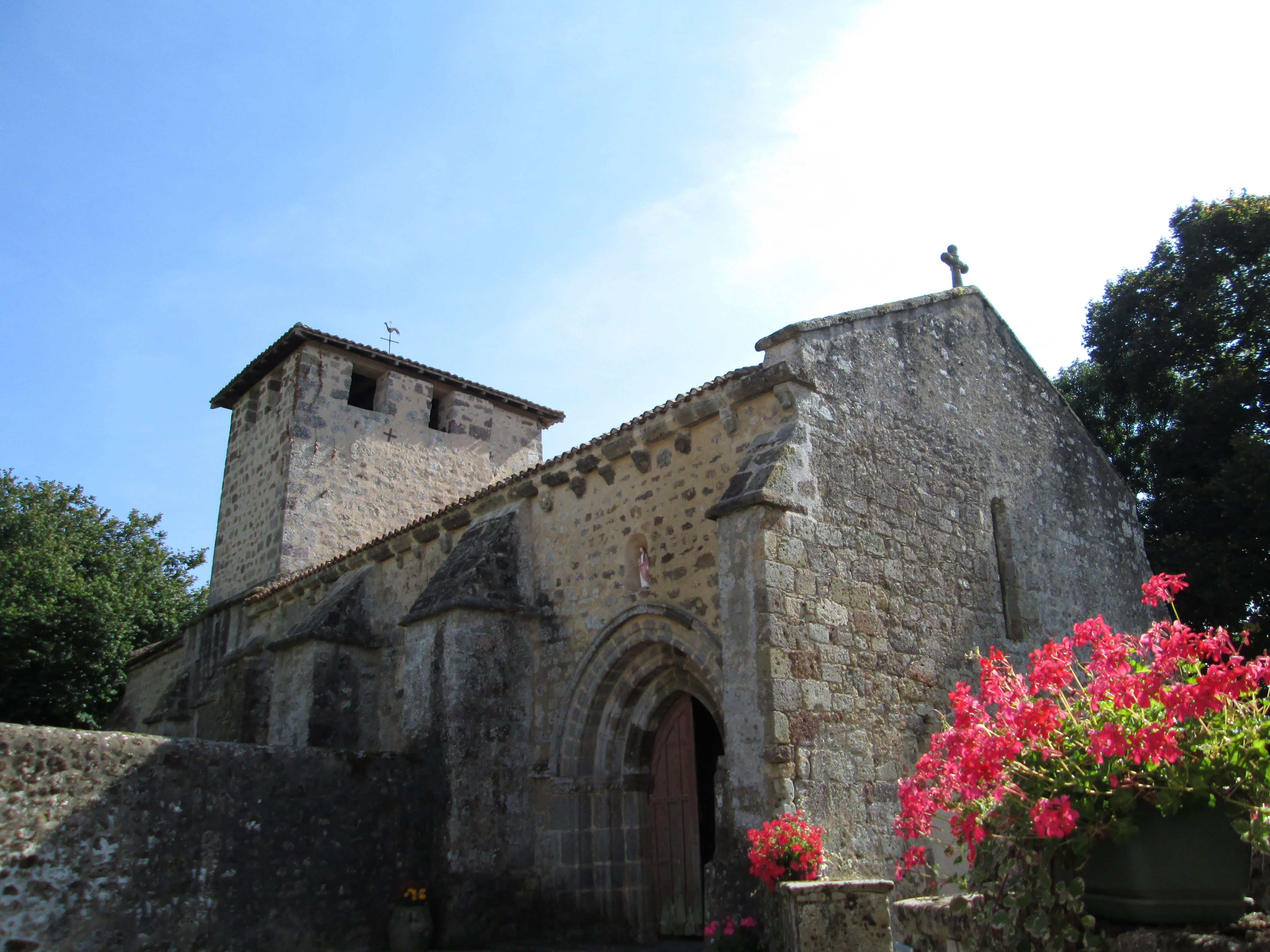
Église Sainte-Marie-Madeleine, Videix.
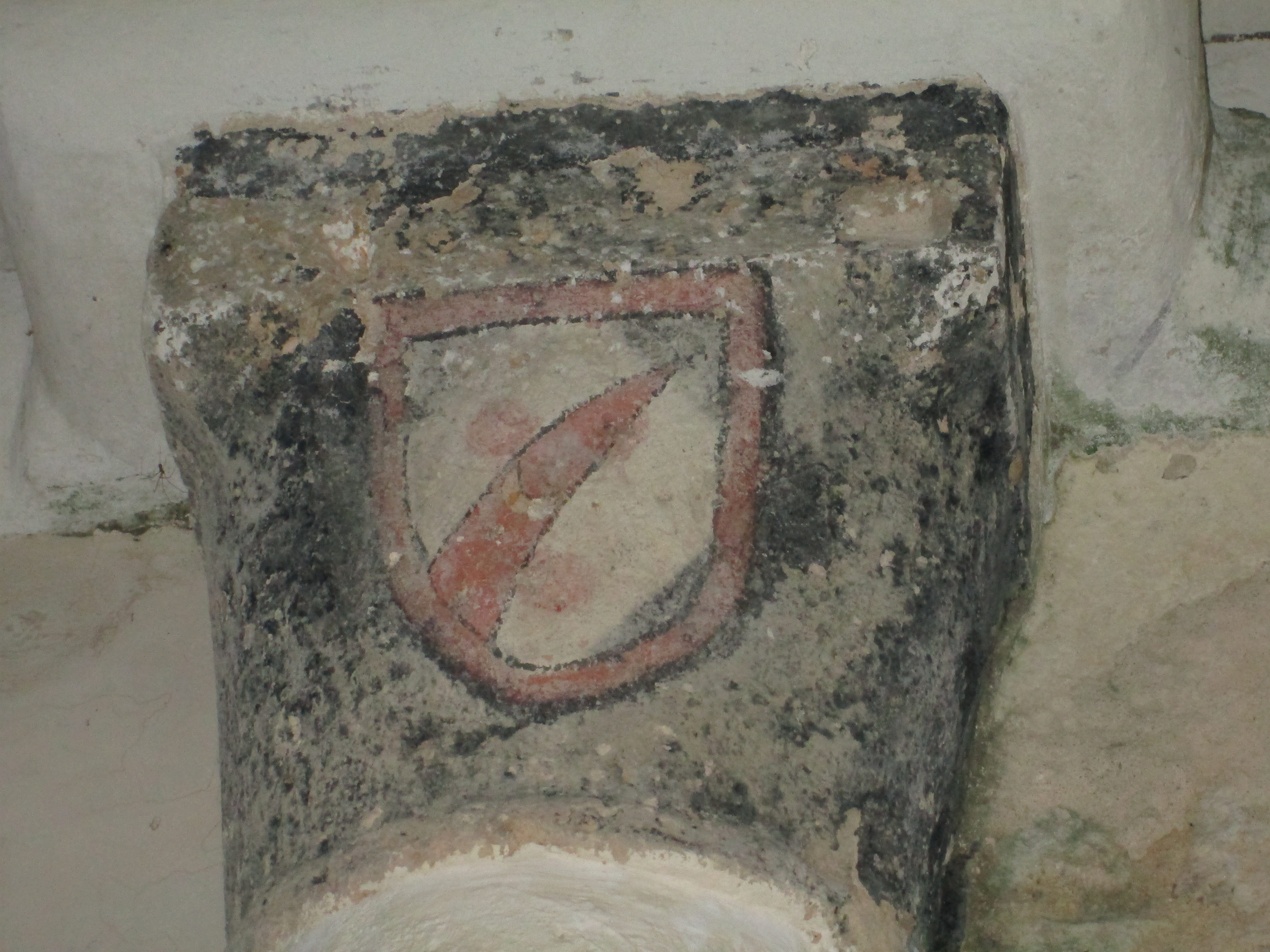
Armoiries dans l'Église Sainte-Marie-Madeleine, Videix.

#### Autres lieux

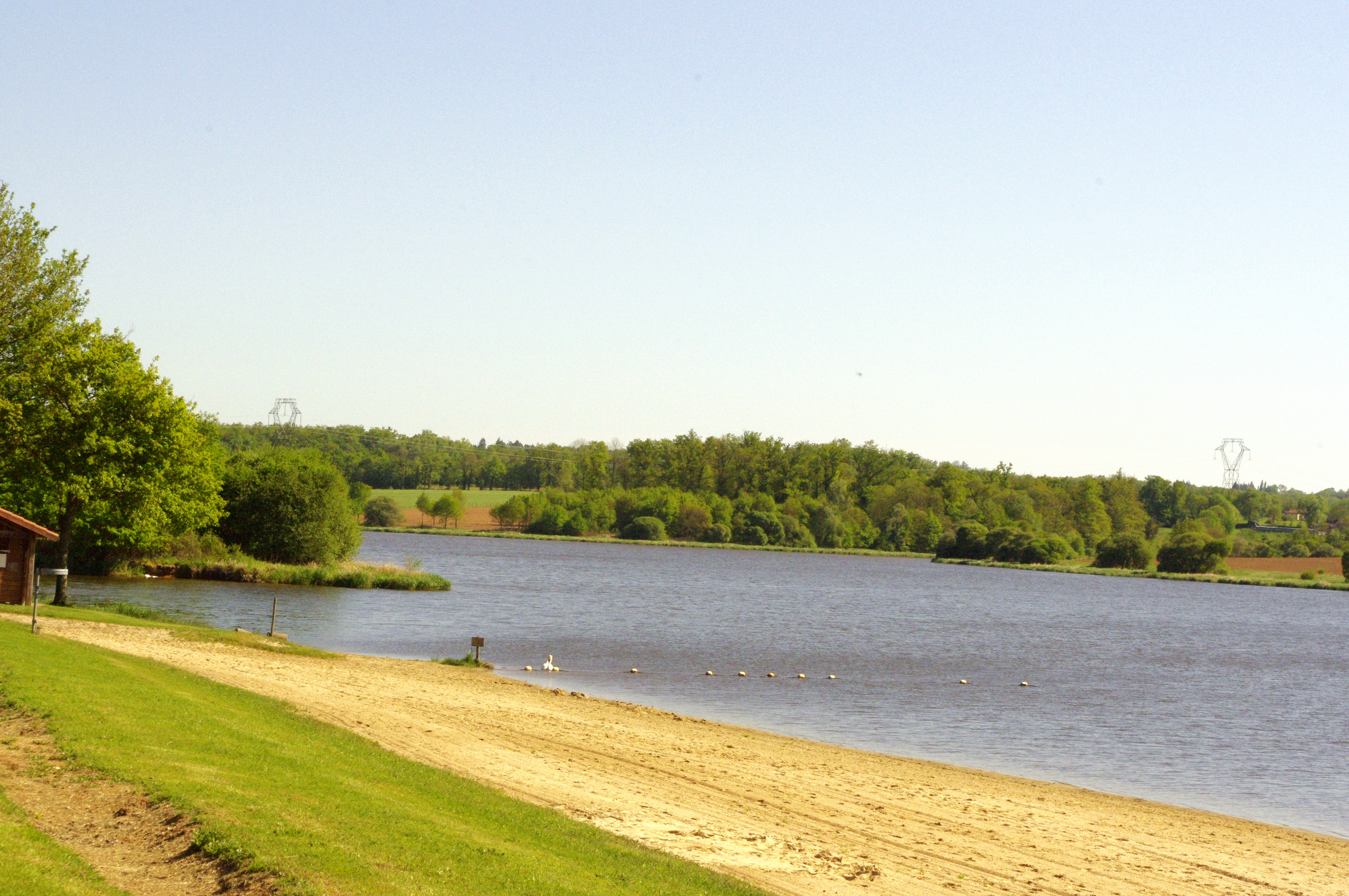
Plage de la Chassagne, à Videix.

Une partie du Lac de Lavaud s'étend sur la commune de Videix, où la plage de la Chassagne y est implantée depuis fin 1989, projet mené à l'époque par la liste de André Giry.

### Personnalités liées à la commune
- Gustave Hervigo (1896-1993), peintre officiel de la Marine.

### Héraldique
|  | Les armoiries de Videix se blasonnent ainsi : D'azur au monogramme VIDEIX en lettres capitales d'or, au franc-canton fascé ondé d'argent et de gueules de six pièces. |

## Pour approfondir